# Theridion pigrum
Theridion pigrum là một loài nhện trong họ Theridiidae.
Loài này thuộc chi Theridion. Theridion pigrum được Eugen von Keyserling miêu tả năm 1886.